# Acacia bullockii
Acacia bullockii är en ärtväxtart som beskrevs av John Patrick Micklethwait Brenan. Acacia bullockii ingår i släktet akacior, och familjen ärtväxter. Inga underarter finns listade i Catalogue of Life.